# Contea di Wucheng
La contea di Wucheng (武城县S, Wǔchéng XiànP) è una contea della Cina, situata nella provincia dello Shandong e amministrata dalla prefettura di Dezhou.